# Pascale Van Roy
Pascale Van Roy (Uccle, 24 aprile 1964) è un'ex cestista belga.

## Carriera
Con il Belgio ha disputato i Campionati europei del 1985.